# جیانا هابلوتزل-بورکی
جیانا هابلوتزل-بورکی (انگلیسی: Gianna Hablützel-Bürki؛ زادهٔ ۲۲ دسامبر ۱۹۶۹) شمشیرباز اهل سوئیس است.